# Egyptské muzeum v Káhiře
Egyptské muzeum v Káhiře nebo pouze Egyptské muzeum je název muzea nacházejícího se v Káhiře, které uchovává rozsáhlou sbírku staroegyptských památek. Ve více než padesáti místnostech je k vidění téměř 130 tisíc různých exponátů od kolosálních soch po drobné šperky, které představují historii starověkého Egypta od počátků do příchodu islámu. Muzeum bylo založeno roku 1858 Francouzem Augustem Mariettem a v roce 1902 bylo přemístěno z původních prostor v Bulaqu do nové budovy v severní části náměstí Osvobození.
Jak se archeologická sbírka muzea neustále rozrůstala, Egyptské muzeum bylo v průběhu času stále méně a méně schopno vhodně prezentovat své exponáty. Část sbírek byla proto umístěna v nově postavených muzeích, Národním muzeu egyptské civilizace (NMEC) ve Fustatu otevřeném v roce 2017 a Velkém egyptském muzeu v Gíze, jehož provoz byl zkušebně zahájen v říjnu 2024.

## Historie
V roce 1858 otevřel Auguste Mariette muzejní budovu ve čtvrti Bulaq na břehu Nilu. Při velké povodni v roce 1878 bylo muzeum vyplaveno a mnoho sbírkových předmětů bylo zničeno nebo ukradeno. Zachráněné památky byly provizorně přestěhovány do královského paláce  v Gíze. V roce 1897 byla zahájena výstavba nového muzejního komplexu na Náměstí Osvobození podle plánu francouzského architekta Marcela Dourgnona. V listopadu 1902 bylo muzeum slavnostně otevřeno.
Během revoluce v roce  2011 vnikli do budovy vandalové. Z muzea bylo ukradeno 54 exponátů, z nichž 25 bylo do roku 2013 nalezeno a restaurováno.

## Popis muzea
Rozsáhlý komplex je vybudován v neoklasicistním stylu a jeho rozloha je cca 15 000m². Budova sousedí se zahradou, kde lze spatřit rostliny symbolizující Horní a Dolní Egypt - papyrus a lotos. V západní části parku je Mariettův hrob a památník s bustami významných egyptologů.
Dvě velké sochy po stranách hlavního vchodu představující Horní a Dolní Egypt vytvořil Marseillský sochař Ferdinand Faivre.
Budova má přízemí a 1.patro, pro lepší orientaci jsou místnosti v muzeu číslovány. V přízemí jsou vystaveny sochy a kamenické výrobky z období od Staré říše až po období, kdy byl Egypt římskou provincií. V 1. patře se nachází nálezy z Tutanchamonova hrobu, včetně jeho dvou zlatých rakví a slavné posmrtné masky, nálezy z hrobu královny Hetepheres I. (matky faraona Chufua), poklady z královských hrobů v Džanetu (21.–22. dynastie) a sál mumií, kde jsou vystaveny mumie 11 faraonů, např. Ramesse II. nebo Sethiho I.
Na centrálním nádvoří muzea je umístěna vápencová socha krále Džoser z 27. století před naším letopočtem, naproti ní se nachází kopie Rosettské desky. Na nádvoří je také sbírka sarkofágů a především malovaná podlaha z amarnského období.